# Pedro de Tinières
Pedro de Tinières que com o nome de Guilherme III de Narbona foi um governante de Narbona com origem na Casa de Tinières. Governou o viscondado de Narbona entre 1424 e 1447. O seu governo foi antecedido pelo de Guilherme II de Narbona com origem na Casa de Lara e foi seguido por Gastão IV de Foix-Grailly, da Casa de Foix.